# Élections législatives islandaises de 2017
Les élections législatives islandaises de 2017 (en islandais : Alþingiskosningar 2017) ont lieu le 28 octobre 2017 dans le but de renouveler les 63 sièges de l'Althing, le Parlement islandais. Initialement prévues en octobre 2020, ces élections législatives sont organisées de manière anticipées à la suite d'un scandale aboutissant à la chute de la coalition gouvernementale. 
La coalition D-C-A au pouvoir perd sa majorité au parlement. Katrín Jakobsdóttir, chef de file du Mouvement des verts et de gauche, forme un gouvernement avec deux partis de droite : le Parti du progrès et le Parti de l'indépendance.

## Contexte

### Situation après les élections de 2016
À la suite des élections législatives d'octobre 2016, une coalition formée du Parti de l'indépendance, de Renaissance et d'Avenir radieux, sous la direction du Premier ministre Bjarni Benediktsson, constitue le nouveau gouvernement. Cette alliance ne compte que 32 sièges sur 63, ce qui la rend très fragile car tributaire d'un soutien unanime de ses membres, la perte du soutien d'un seul député suffisant pour la renverser,.
De plus, le parti Avenir radieux fait face à de violentes critiques pour sa participation à un gouvernement dirigé par le Parti de l'indépendance alors qu'il se présentait comme un parti de rupture avec de nouvelles méthodes de travail.

### Chute du gouvernement et convocation des élections
À la suite de la protection fournie à un homme condamné pour pédophilie par le père du Premier ministre Bjarni Benediktsson, ce dernier est accusé de tentative d'étouffement de l'affaire. Il est en effet accusé d'avoir été informé des faits dès juillet mais de l'avoir caché à ses partenaires de coalition, jusqu'à ce qu'une commission parlementaire ne révèle l'affaire.
Hjaltk Hauksson, un homme condamné en 2004 à cinq ans et demi de prison pour avoir violé à de nombreuses reprises sa fille adoptive pendant douze années depuis ses cinq ans, a en effet vu son casier judiciaire effacé et son interdiction d'exercer certains métiers levée par le biais d'une très ancienne loi islandaise, l' Uppreist aeru permettant à un ancien condamné de « laver son honneur » cinq ans après la fin de sa peine pour peu qu'il réunisse les lettres de recommandations de trois personnes honorables le connaissant. L'utilisation de cette coutume pour un crime de cette nature provoque un grand émoi dans le pays.
Le 15 septembre peu après minuit, le parti Avenir radieux décide à l'unanimité de se retirer de la coalition gouvernementale, et la perte de ces quatre sièges rend le gouvernement minoritaire à l'assemblée,. Le chef de l'autre partenaire de la coalition (le parti Renaissance), Benedikt Jóhannesson, se dit triste de la décision d'Avenir radieux de quitter le gouvernement, déclarant apprécier la collaboration entre les trois partis. Le 16 septembre, Bjarni Benediktsson annonce que le président Guðni Th. Jóhannesson a accepté sa demande de tenir des élections anticipées, un an à peine après celles de 2016. La date du 4 novembre est initialement avancée, avant que ne soit officialisée la date du 28 octobre.

## Mode de scrutin

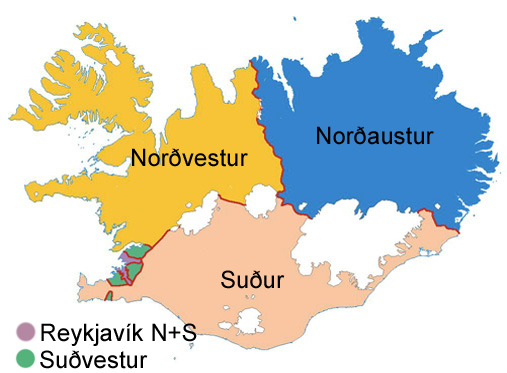
Les six circonscriptions électorales islandaises.

L'Islande est dotée d'un parlement monocaméral, l'Althing, dont les 63 membres sont élus pour quatre ans au scrutin proportionnel plurinominal avec listes bloquées. 54 sièges sont pourvus en fonction des résultats dans chacune des six circonscriptions du pays, répartis selon la règle d'Hondt. Les neuf sièges complémentaires sont attribués aux partis ayant dépassé le seuil d'au moins 5 % des voix selon leur pourcentage de voix au niveau national de manière à rapprocher le résultat en sièges de la répartition des suffrages.
L'Islande est divisée en 6 circonscriptions électorales dont les limites sont définies par la loi : Norðausturkjördæmi (Nord-Est), Norðvesturkjördæmi (Nord-Ouest), Reykjavíkurkjördæmi norður (Reykjavik Nord), Reykjavíkurkjördæmi suður (Reykjavik Sud), Suðurkjördæmi (Sud) et Suðvesturkjördæmi (Sud-Ouest).

## Déroulement de la campagne
Le 28 septembre 2017, l'ancien Premier ministre Sigmundur Davíð Gunnlaugsson annonce qu'il crée un nouveau parti, créant une scission au Parti du progrès, nommée Parti du centre et portant la lettre M.

## Sondages

Sondages depuis les élections législatives de 2016.

| Date              | Source                                                     | D                                                          | V                                                          | P                                                          | B                                                          | C                                                          | A                                                          | S                                                          | F                                                          | M                                                          | Autres                                                     |         |   |         |
| ----------------- | ---------------------------------------------------------- | ---------------------------------------------------------- | ---------------------------------------------------------- | ---------------------------------------------------------- | ---------------------------------------------------------- | ---------------------------------------------------------- | ---------------------------------------------------------- | ---------------------------------------------------------- | ---------------------------------------------------------- | ---------------------------------------------------------- | ---------------------------------------------------------- | ------- | - | ------- |
| Date              | Source                                                     | 29 octobre 2016                                            | Élections de 2016 (Sièges)                                 | 29,0 (21)                                                  | 15,9 (10)                                                  | 14,5 (10)                                                  | 11,5 (8)                                                   | 10,5 (7)                                                   | 7,2 (4)                                                    | 5,7 (5)                                                    | Autres                                                     | 3,5 (0) | - | 2,2 (0) |
| 14 novembre 2016  | MMR                                                        | 26,0                                                       | 20,7                                                       | 11,9                                                       | 9,4                                                        | 10,6                                                       | 9,6                                                        | 5,6                                                        | 3,4                                                        | -                                                          | 2,8                                                        |         |   |         |
| 30 novembre 2016  | Gallup                                                     | 28,0                                                       | 20,9                                                       | 13,7                                                       | 9,0                                                        | 8,9                                                        | 8,6                                                        | 5,3                                                        | 3,0                                                        | -                                                          | 2,6                                                        |         |   |         |
| 1er décembre 2016 | MMR                                                        | 26,1                                                       | 20,5                                                       | 15,6                                                       | 8,0                                                        | 7,8                                                        | 9,8                                                        | 6,6                                                        | 1,6                                                        | -                                                          | 4,0                                                        |         |   |         |
| 15 décembre 2016  | Fréttablaðið (Sièges)                                      | 31,8 (23)                                                  | 17,0 (11)                                                  | 13,1 (8)                                                   | 9,7 (6)                                                    | 10,1 (6)                                                   | 10,8 (6)                                                   | 5,6 (3)                                                    | -                                                          | -                                                          | 1,9 (0)                                                    |         |   |         |
| 29 décembre 2016  | Gallup                                                     | 29,0                                                       | 20,0                                                       | 14,6                                                       | 8,9                                                        | 7,4                                                        | 8,7                                                        | 7,5                                                        | 2,2                                                        | -                                                          | 1,7                                                        |         |   |         |
| 29 décembre 2016  | Gallup                                                     | 29,0                                                       | 20,0                                                       | 14,6                                                       | 8,9                                                        | 7,4                                                        | 8,7                                                        | 7,5                                                        | 2,2                                                        | -                                                          | 1,7                                                        |         |   |         |
| 17 janvier 2017   | MMR                                                        | 26,1                                                       | 24,3                                                       | 14,6                                                       | 10,9                                                       | 6,9                                                        | 6,3                                                        | 6,4                                                        | 2,1                                                        | -                                                          | 2,4                                                        |         |   |         |
| 26 janvier 2017   | MMR                                                        | 24,6                                                       | 22,0                                                       | 13,6                                                       | 12,5                                                       | 6,8                                                        | 7,0                                                        | 7,0                                                        | 3,6                                                        | -                                                          | 2,9                                                        |         |   |         |
| 1er février 2017  | Gallup                                                     | 28,0                                                       | 22,8                                                       | 13,4                                                       | 10,5                                                       | 5,3                                                        | 7,2                                                        | 7,3                                                        | 3,3                                                        | -                                                          | 2,2                                                        |         |   |         |
| 5 février 2017    | MMR                                                        | 23,8                                                       | 27,0                                                       | 13,6                                                       | 9,7                                                        | 5,6                                                        | 5,3                                                        | 7,8                                                        | 3,6                                                        | -                                                          | 3,6                                                        |         |   |         |
| 20 février 2017   | MMR                                                        | 24,4                                                       | 27,0                                                       | 11,9                                                       | 10,7                                                       | 6,2                                                        | 5,4                                                        | 10,0                                                       | 2,6                                                        | -                                                          | 1,8                                                        |         |   |         |
| 27 février 2017   | MMR                                                        | 26,9                                                       | 23,9                                                       | 11,6                                                       | 12,2                                                       | 6,3                                                        | 5,2                                                        | 8,0                                                        | 2,5                                                        | -                                                          | 3,4                                                        |         |   |         |
| 2 mars 2017       | Gallup                                                     | 27,6                                                       | 24,3                                                       | 12,0                                                       | 10,7                                                       | 5,4                                                        | 6,4                                                        | 8,3                                                        | 2,4                                                        | -                                                          | 2,9                                                        |         |   |         |
| 14 mars 2017      | MMR                                                        | 25,4                                                       | 23,5                                                       | 13,7                                                       | 11,4                                                       | 5,5                                                        | 5,0                                                        | 8,8                                                        | 3,7                                                        | -                                                          | 3,0                                                        |         |   |         |
| 23 mars 2017      | Fréttablaðið (Sièges)                                      | 32,1 (23)                                                  | 27,3 (19)                                                  | 14,3 (10)                                                  | 7,0 (5)                                                    | 3,1 (0)                                                    | 3,8 (0)                                                    | 8,8 (6)                                                    | -                                                          | -                                                          | 3,6 (0)                                                    |         |   |         |
| 1er avril 2017    | Gallup                                                     | 29,2                                                       | 24,5                                                       | 10,3                                                       | 10,5                                                       | 6,0                                                        | 6,0                                                        | 8,3                                                        | 2,8                                                        | -                                                          | 2,4                                                        |         |   |         |
| 2 mai 2017        | Gallup                                                     | 26,4                                                       | 24,0                                                       | 13,1                                                       | 10,9                                                       | 6,9                                                        | 4,4                                                        | 8,3                                                        | 3,7                                                        | -                                                          | 3,3                                                        |         |   |         |
| 2 mai 2017        | MMR                                                        | 25,2                                                       | 23,4                                                       | 12,8                                                       | 11,1                                                       | 5,0                                                        | 3,2                                                        | 10,6                                                       | 3,2                                                        | -                                                          | 5,4                                                        |         |   |         |
| 1er juin 2017     | MMR                                                        | 25,6                                                       | 21,4                                                       | 14,1                                                       | 12,2                                                       | 5,5                                                        | 3,4                                                        | 9,3                                                        | 3,6                                                        | -                                                          | 5,0                                                        |         |   |         |
| 1er juin 2017     | Gallup                                                     | 25,6                                                       | 24,3                                                       | 12,9                                                       | 11,0                                                       | 6,2                                                        | 3,4                                                        | 9,4                                                        | 4,2                                                        | -                                                          | 3,0                                                        |         |   |         |
| 14 juin 2017      | MMR                                                        | 24,9                                                       | 20,6                                                       | 13,7                                                       | 13,4                                                       | 5,2                                                        | 2,9                                                        | 11,3                                                       | 2,8                                                        | -                                                          | 5,2                                                        |         |   |         |
| 1er juillet 2017  | Gallup                                                     | 27,5                                                       | 21,5                                                       | 14,2                                                       | 11,3                                                       | 5,6                                                        | 3,3                                                        | 9,2                                                        | 3,8                                                        | -                                                          | 3,6                                                        |         |   |         |
| 25 juillet 2017   | MMR                                                        | 29,3                                                       | 20,4                                                       | 13,3                                                       | 9,6                                                        | 4,6                                                        | 2,4                                                        | 10,6                                                       | 6,1                                                        | -                                                          | 3,6                                                        |         |   |         |
| 1er août 2017     | Gallup                                                     | 26,5                                                       | 21,2                                                       | 12,9                                                       | 11,4                                                       | 5,3                                                        | 3,7                                                        | 9,1                                                        | 8,4                                                        | -                                                          | 1,5                                                        |         |   |         |
| 18 août 2017      | MMR                                                        | 24,5                                                       | 20,5                                                       | 13,5                                                       | 10,1                                                       | 6,0                                                        | 3,6                                                        | 10,6                                                       | 6,7                                                        | -                                                          | 4,5                                                        |         |   |         |
| 30 août 2017      | Gallup                                                     | 26,3                                                       | 19,5                                                       | 13,1                                                       | 10,8                                                       | 4,8                                                        | 2,8                                                        | 9,7                                                        | 10,6                                                       | -                                                          | 2,4                                                        |         |   |         |
| 16 septembre 2017 | Convocation des élections anticipées                       | Convocation des élections anticipées                       | Convocation des élections anticipées                       | Convocation des élections anticipées                       | Convocation des élections anticipées                       | Convocation des élections anticipées                       | Convocation des élections anticipées                       | Convocation des élections anticipées                       | Convocation des élections anticipées                       | Convocation des élections anticipées                       | Convocation des élections anticipées                       |         |   |         |
| 18 septembre 2017 | Zenter                                                     | 26,4                                                       | 22,8                                                       | 12,5                                                       | 10,5                                                       | 2,7                                                        | 5,6                                                        | 9,0                                                        | 9,8                                                        | -                                                          | 0,8                                                        |         |   |         |
| 18 septembre 2017 | Fréttablaðið (Sièges)                                      | 23 (15)                                                    | 22,8 (15)                                                  | 13,4 (9)                                                   | 10,4 (7)                                                   | 5,2 (3)                                                    | 7,1 (4)                                                    | 5,1 (3)                                                    | 10,9 (7)                                                   | -                                                          | 2,1 (0)                                                    |         |   |         |
| 21 septembre 2017 | Université d'Islande/ Morgunblaðið (Sièges)                | 23,0 (15)                                                  | 30,0 (22)                                                  | 10,0 (6)                                                   | 11,0 (7)                                                   | 6,0 (3)                                                    | 3,0 (0)                                                    | 8,0 (5)                                                    | 9,0 (5)                                                    | -                                                          | 0,0 (0)                                                    |         |   |         |
| 28 septembre 2017 | Scission du Parti du progrès : création du Parti du centre | Scission du Parti du progrès : création du Parti du centre | Scission du Parti du progrès : création du Parti du centre | Scission du Parti du progrès : création du Parti du centre | Scission du Parti du progrès : création du Parti du centre | Scission du Parti du progrès : création du Parti du centre | Scission du Parti du progrès : création du Parti du centre | Scission du Parti du progrès : création du Parti du centre | Scission du Parti du progrès : création du Parti du centre | Scission du Parti du progrès : création du Parti du centre | Scission du Parti du progrès : création du Parti du centre |         |   |         |
| 28 septembre 2017 | MMR                                                        | 23,5                                                       | 24,7                                                       | 10,0                                                       | 6,4                                                        | 4,9                                                        | 2,5                                                        | 10,4                                                       | 8,5                                                        | 7,3                                                        | 1,8                                                        |         |   |         |
| 30 septembre 2017 | Université d'Islande/ Morgunblaðið (Sièges)                | 24,3 (18)                                                  | 28,8 (22)                                                  | 11,6 (8)                                                   | 7,0 (5)                                                    | 4,8 (0)                                                    | 4,3 (0)                                                    | 7,5 (5)                                                    | 6,5 (5)                                                    | 4,6 (0)                                                    | 0,6 (0)                                                    |         |   |         |
| 30 septembre 2017 | Gallup                                                     | 23,1                                                       | 25,4                                                       | 10,3                                                       | 9,9                                                        | 3,6                                                        | 4,6                                                        | 9,3                                                        | 10,1                                                       | 2,0                                                        | 1,7                                                        |         |   |         |
| 4 octobre 2017    | Fréttablaðið (Sièges)                                      | 22,3 (15)                                                  | 28,6 (20)                                                  | 11,4 (8)                                                   | 5,5 (3)                                                    | 3,0 (0)                                                    | 2,6 (0)                                                    | 10,6 (7)                                                   | 5,8 (4)                                                    | 8,9 (6)                                                    | 1,3 (0)                                                    |         |   |         |
| 7 octobre 2017    | Université d'Islande/ Morgunblaðið (Sièges)                | 20,7 (14)                                                  | 28,2 (20)                                                  | 9,1 (6)                                                    | 5,5 (4)                                                    | 3,1 (0)                                                    | 2,7 (0)                                                    | 10,8 (7)                                                   | 9,0 (6)                                                    | 9,5 (6)                                                    | 1,4 (0)                                                    |         |   |         |
| 11 octobre 2017   | 365 Miðlar (Sièges)                                        | 22,2 (16)                                                  | 29,9 (21)                                                  | 8,5 (6)                                                    | 7,1 (5)                                                    | 3,3 (0)                                                    | 3,6 (0)                                                    | 8,3 (5)                                                    | 6,1 (4)                                                    | 9,2 (6)                                                    | 1,8 (0)                                                    |         |   |         |
| 11 octobre 2017   | MMR                                                        | 21,1                                                       | 21,8                                                       | 10,5                                                       | 5,9                                                        | 3,6                                                        | 4,2                                                        | 13,0                                                       | 7,4                                                        | 10,7                                                       | 1,8                                                        |         |   |         |
| 14 octobre 2017   | Gallup (Sièges)                                            | 23,7 (16)                                                  | 23,0 (16)                                                  | 8,8 (6)                                                    | 7,2 (5)                                                    | 4,8 (1)                                                    | 3,0 (0)                                                    | 13,4 (9)                                                   | 5,7 (4)                                                    | 9,5 (6)                                                    | 0,9 (0)                                                    |         |   |         |
| 14 octobre 2017   | Université d'Islande (Sièges)                              | 22,6 (16)                                                  | 27,4 (19)                                                  | 9,2 (6)                                                    | 5,5 (3)                                                    | 3,4 (0)                                                    | 2,6 (0)                                                    | 15,3 (11)                                                  | 6,5 (4)                                                    | 6,4 (4)                                                    | 1,1 (0)                                                    |         |   |         |
| 16 octobre 2017   | 365 Miðlar (Sièges)                                        | 22,2 (15)                                                  | 27,0 (19)                                                  | 10,0 (7)                                                   | 7,5 (5)                                                    | 5,0 (3)                                                    | 2,1 (0)                                                    | 10,4 (7)                                                   | 3,7 (0)                                                    | 10,7 (7)                                                   | 1,4 (0)                                                    |         |   |         |
| 18 octobre 2017   | MMR                                                        | 19,9                                                       | 19,1                                                       | 11,9                                                       | 8,0                                                        | 6,7                                                        | 1,6                                                        | 15,8                                                       | 5,3                                                        | 11,0                                                       | 0,7                                                        |         |   |         |
| 20 octobre 2017   | Gallup (Sièges)                                            | 22,6 (15)                                                  | 23,3 (15)                                                  | 10,7 (7)                                                   | 7,4 (5)                                                    | 5,8 (3)                                                    | 1,5 (0)                                                    | 13,3 (9)                                                   | 5,7 (3)                                                    | 9,4 (6)                                                    | 0,6 (0)                                                    |         |   |         |
| 21 octobre 2017   | Université d'Islande (Sièges)                              | 25,1 (17)                                                  | 23,2 (16)                                                  | 8,2 (5)                                                    | 7,1 (5)                                                    | 5,7 (3)                                                    | 1,5 (0)                                                    | 15,6 (11)                                                  | 3,3 (0)                                                    | 9,8 (6)                                                    | 0,5 (0)                                                    |         |   |         |
| 23 octobre 2017   | MMR                                                        | 22,9                                                       | 19,9                                                       | 9,3                                                        | 8,6                                                        | 5,5                                                        | 1,8                                                        | 13,5                                                       | 4,7                                                        | 12,3                                                       | 1,5                                                        |         |   |         |
| 26 octobre 2017   | 365 Miðlar (Sièges)                                        | 24,1 (17)                                                  | 19,2 (14)                                                  | 9,4 (6)                                                    | 6,2 (4)                                                    | 7,5 (5)                                                    | 1,9 (0)                                                    | 14,3 (10)                                                  | 4,4 (0)                                                    | 9,6 (7)                                                    | 3,4 (0)                                                    |         |   |         |
| 27 octobre 2017   | Université d'Islande (Sièges)                              | 24,5 (17)                                                  | 20,2 (14)                                                  | 8,8 (6)                                                    | 7,9 (5)                                                    | 8,3 (5)                                                    | 1,3 (0)                                                    | 15,3 (10)                                                  | 4,2 (0)                                                    | 9,3 (6)                                                    | 0,2 (0)                                                    |         |   |         |
| 27 octobre 2017   | Gallup                                                     | 25,3                                                       | 17,3                                                       | 9,0                                                        | 8,9                                                        | 8,2                                                        | 1,5                                                        | 15,5                                                       | 4,0                                                        | 9,7                                                        | 0,6                                                        |         |   |         |
| 27 octobre 2017   | MMR                                                        | 21,3                                                       | 16,6                                                       | 11,0                                                       | 11,7                                                       | 8,1                                                        | 2,2                                                        | 12,5                                                       | 4,4                                                        | 11,4                                                       | 0,8                                                        |         |   |         |

## Résultats
|                        |                                      |         |       |      |        |               |  |  |  |
| Partis                 | Partis                               | Voix    | %     | +/−  | Sièges | +/−           |  |  |  |
|                        | Parti de l'indépendance (D)          | 49 543  | 25,24 | 3,76 | 16     | 5             |  |  |  |
|                        | Mouvement des verts et de gauche (V) | 33 155  | 16,89 | 0,98 | 11     | 1             |  |  |  |
|                        | L'Alliance (S)                       | 23 652  | 12,05 | 6,31 | 7      | 4             |  |  |  |
|                        | Parti du centre (M)                  | 21 335  | 10,87 | Nv.  | 7      | 7             |  |  |  |
|                        | Parti du progrès (B)                 | 21 016  | 10,71 | 0,78 | 8      | en stagnation |  |  |  |
|                        | Parti pirate (Þ)                     | 18 051  | 9,20  | 5,28 | 6      | 4             |  |  |  |
|                        | Parti du peuple (F)                  | 13 502  | 6,88  | 3,34 | 4      | 4             |  |  |  |
|                        | Parti de la réforme (C)              | 13 122  | 6,69  | 3,79 | 4      | 3             |  |  |  |
|                        | Avenir radieux (A)                   | 2 394   | 1,22  | 5,94 | 0      | 4             |  |  |  |
|                        | Front populaire islandais (R)        | 375     | 0,19  | 0,11 | 0      | en stagnation |  |  |  |
|                        | Aube (T)                             | 101     | 0,05  | 1,68 | 0      | en stagnation |  |  |  |
|                        |                                      |         |       |      |        |               |  |  |  |
| Votes valides          | Votes valides                        | 196 246 | 97,26 |      |        |               |  |  |  |
| Votes blancs           | Votes blancs                         | 4 813   | 2,38  |      |        |               |  |  |  |
| Votes nuls             | Votes nuls                           | 718     | 0,36  |      |        |               |  |  |  |
| Total                  | Total                                | 201 777 | 100   | –    | 63     | en stagnation |  |  |  |
| Abstentions            | Abstentions                          | 46 725  | 18,80 |      |        |               |  |  |  |
| Inscrits/Participation | Inscrits/Participation               | 248 502 | 81,20 |      |        |               |  |  |  |

| Majorité absolue |    |   |   |   |   |   |   |
| ↓                |    |   |   |   |   |   |   |
| 16               | 11 | 8 | 7 | 7 | 6 | 4 | 4 |
| D                | V  | B | S | M | P | F | C |

## Conséquences
La coalition D-C-A au pouvoir perd sa majorité au parlement. Des négociations visant à la formation d'un nouveau gouvernement seront donc nécessaires. Le Parti de l'indépendance étant arrivé de nouveau en tête, malgré un recul par rapport à 2016, son chef Bjarni Benediktsson devrait être chargé d'en prendre la direction, en accord avec la constitution islandaise.
Le 2 novembre, le président Guðni Jóhannesson charge Katrín Jakobsdóttir, chef de file du Mouvement des verts et de gauche, de former un nouveau gouvernement, en vue de constituer une coalition majoritaire entre son parti, le Parti du progrès (centre droit libéral et agrarien), l'Alliance (centre gauche), et le Parti pirate. Cependant, les négociations échouent le 6 novembre. Le 14 novembre, des pourparlers commencent entre le Parti de l'indépendance, le Mouvement des verts et de gauche et le Parti du progrès. Elle prend finalement la tête d'un gouvernement en coalition avec deux partis de droite : le Parti du progrès et le Parti de l'indépendance.